# Francis Casadesus
Francis Casadesus, właśc. François Louis Casadesus (ur. 2 grudnia 1870 w Paryżu, zm. 25 czerwca 1954 w Suresnes) – francuski dyrygent, kompozytor i skrzypek.

## Życiorys
Syn Luisa, brat Henri i Mariusa. Studiował w Konserwatorium Paryskim, które ukończył w 1895 roku. Jego nauczycielem był César Franck. W latach 1907–1914 pisał jako krytyk muzyczny do czasopisma L’Aurore. Współzałożyciel Konserwatorium Amerykańskiego w Fontainebleau, którym w latach 1918–1921 kierował. Dyrygował m.in. Operą Paryską i Opéra-Comique, występował także poza granicami Francji (Moskwa, Turyn, Bruksela). Pracował jako dyrygent w radiu francuskim i pisywał artykuły krytyczne. Część jego krytyk muzycznych ukazała się w antologii wydanej w 1950 roku z okazji 80. rocznicy urodzin (Hommage à Francis Casadesus, pour ses quatre-vingts ans, Paryż 1950).
Skomponował m.in. Symphonie scandinave (1909), poematy symfoniczne Quasimodo (1905) i La vision d’Olivier Metra (1934), opery Cachaprès (1914), La chanson de Paris (1924) i La fête des géants (1944), ponadto utwory kameralne, pieśni, muzykę teatralną i filmową.